# 거성쇼
거성쇼는 SBS E!TV에서 2010년 2월 19일부터 2010년 5월 14일까지 매주 금요일 밤 12시에서 새벽 1시까지 방송되었던 코미디 버라이어티 쇼 프로그램이다. 무한도전을 통해 2007년과 2009년에 선보였던 특집코너인 ‘거성쇼’에서 착안하여 편성된 프로그램이다.